# 夢前バスストップ

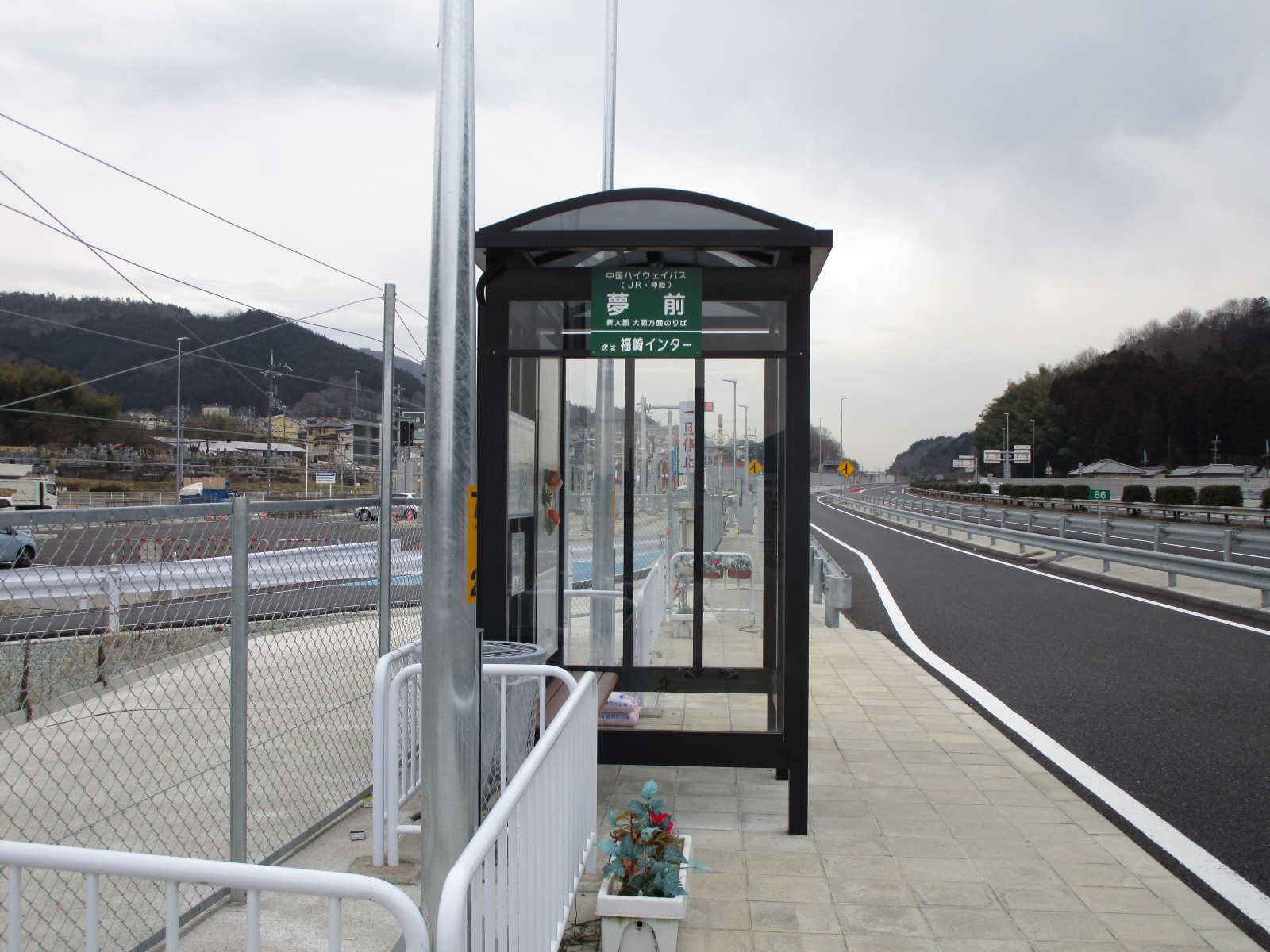
大阪方面のバスストップ

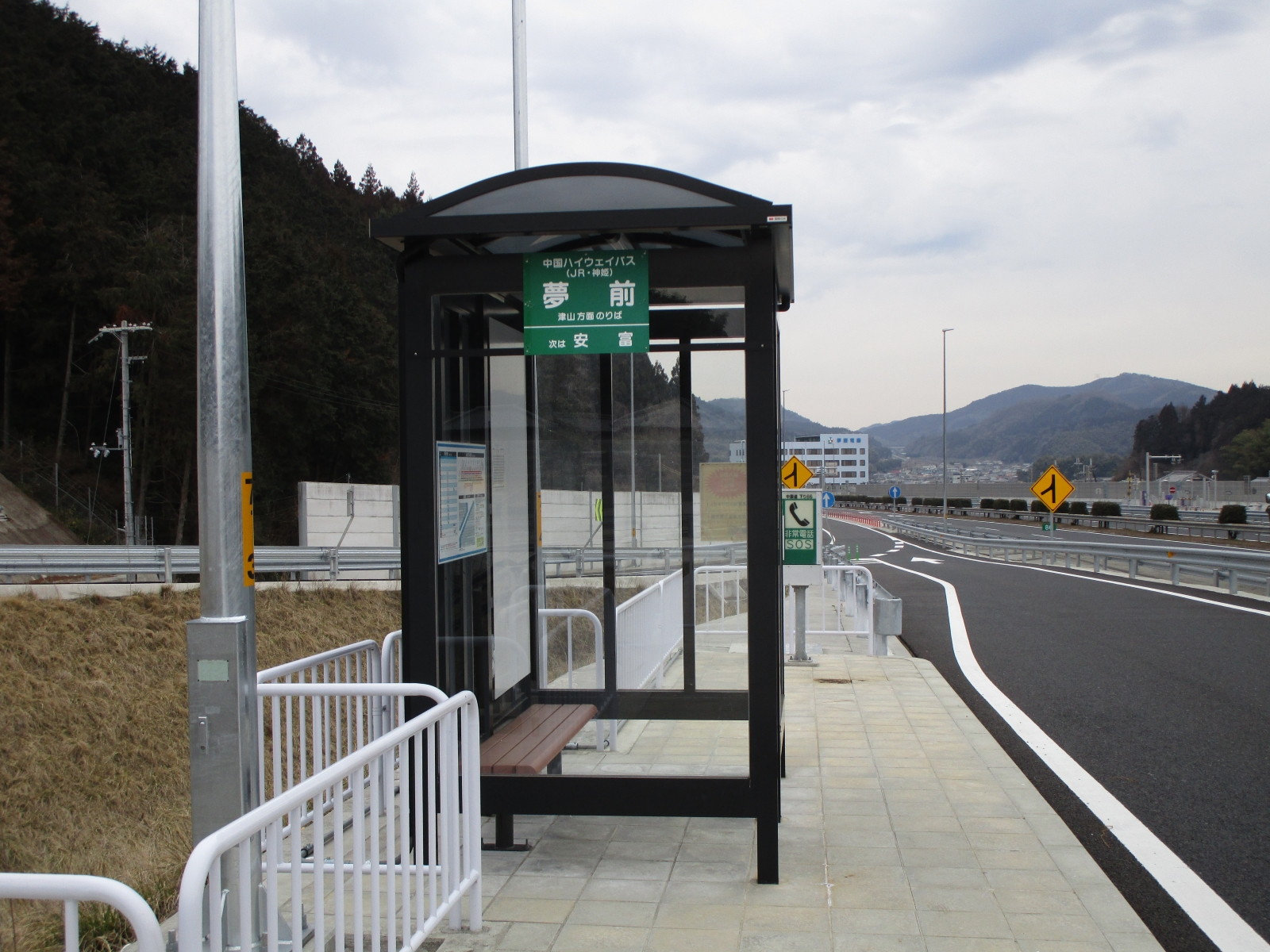
広島方面のバスストップ

夢前バスストップ（ゆめさきバスストップ）は、兵庫県姫路市夢前町前之庄に位置する中国自動車道のバス停である。
本稿では、当バスストップに併設されているスマートインターチェンジである夢前スマートインターチェンジについても記述する。

## 道路
- E2A 中国自動車道（インターチェンジは9-1番）

## 接続する道路
- 姫路市道置塩134号線
- 兵庫県道23号三木宍粟線（上り線は直接接続、下り線は市道経由）
- 兵庫県道67号姫路神河線（市道経由）

## 停車する路線
| のりば | 愛称               | 会社名                 | 行先                                              | 備考       |
| ------ | ------------------ | ---------------------- | ------------------------------------------------- | ---------- |
| 上り線 | 中国ハイウェイバス | 西日本JRバス・神姫バス | 大阪（新大阪駅・大阪駅JR高速バスターミナル・USJ） | 急行便のみ |
| 上り線 | 山崎 - 三ノ宮線    | ウエスト神姫           | 神戸（神姫バス神戸三宮バスターミナル）            |            |
| 下り線 | 中国ハイウェイバス | 西日本JRバス・神姫バス | 津山（津山駅）                                    | 急行便のみ |
| 下り線 | プリンセスバード号 | 日ノ丸自動車           | 鳥取（鳥取駅・日ノ丸本社前・鳥取大学前）          |            |

## アクセス
- 神姫バス51系統・52系統 - 「松ノ本南バス停」から徒歩約10分。

## 隣
E2A 中国自動車道
(9)福崎IC/BS - (9-1)夢前SIC/BS - 安富PA/BS - (10)山崎IC/BS

## 周辺情報
- 塩田温泉 - 湯元上山旅館
- 兵庫県立ゆめさきの森公園